# 潞邑街道
潞邑街道是北京市通州區中部的一个街道， 于2020年9月成立。
管辖范围：东至东六环路，南至运潮减河，西至小中河，北至潞苑四街、疃里大街。